# Matteo Oscar Giuggioli
Matteo Oscar Giuggioli (Rho, 31 dicembre 2000) è un attore italiano.

## Biografia
Dopo aver frequentato corsi di canto e danza si iscrive al suo primo corso di recitazione a sedici anni, ottenendo subito diversi ruoli in spettacoli teatrali fra cui Lady Oscar, Don Chisciotte e Medea. Nel 2017 ha debuttato al cinema nel film Gli sdraiati, dove interpreta Lombo, il miglior amico del figlio di Claudio Bisio; nel 2018 è Tom in Succede mentre l'anno seguente recita la parte di Klaus nella serie Un passo dal cielo 5. Nel 2020 ha interpretato il ruolo di Tommy nel film Netflix Sotto il sole di Riccione.
Dal 2021 recita nel ruolo di Jacopo Borghi nella serie TV su Canale 5 Buongiorno, mamma!, mentre l'anno seguente è protagonista della serie Rai Vostro onore dove interpreta Matteo, il figlio del giudice Vittorio Pagani interpretato da Stefano Accorsi. Prosegue il suo lavoro anche al cinema con parti nei film Il filo invisibile di Marco Simon Puccioni e Volare di Margherita Buy.
Nel 2023 è protagonista del film Billy di Emilia Mazzacurati al fianco di Carla Signoris e sempre nello stesso anno interpreta il ruolo protagonista di Daniele nel film per il cinema Suspicious minds di Emiliano Corapi al fianco di Francesco Colella, Amanda Campana e Thekla Reuten.
Nel 2024 ottiene la ribalta interpretando il personaggio di Mauro Repetto nella serie, su Sky Serie, Hanno ucciso l'Uomo Ragno - La leggendaria storia degli 883, ruolo grazie al quale gli viene assegnato il David Rivelazioni italiane 2024, il Nastro d'argento e il premio Miglior attore comedy nella prima edizione dell'Italian Global Series Festival.

## Filmografia

### Cinema
- Gli sdraiati, regia di Francesca Archibugi (2017)
- Succede, regia di Francesca Mazzoleni (2018)
- Sotto il sole di Riccione, regia de YouNuts! (2020)
- My Soul Summer, regia di Fabio Mollo (2021)
- Il filo invisibile, regia di Marco Simon Puccioni (2022)
- Volare, regia di Margherita Buy (2023)
- Billy, regia di Emilia Mazzacurati (2023)
- Suspicious minds, regia di Emiliano Corapi (2023)

### Televisione
- Un passo dal cielo 5 – serie TV (2019)
- Vivi e lascia vivere – serie TV (2020)
- Buongiorno, mamma!, regia di Giulio Manfredonia e Matteo Mandelli – serie TV (2021-2023)
- Vostro onore, regia di Alessandro Casale – miniserie TV (2022)
- Hanno ucciso l'Uomo Ragno - La leggendaria storia degli 883, regia di Sydney Sibilia – serie TV (2024-in corso)

### Documentari
- Pompei - Eros e mito, regia di Pappi Corsicato (2020)

### Cortometraggi
- Oltre la collina, regia di Silvio Soldini (2025)

## Riconoscimenti
- David di Donatello
  - 2025 – David Rivelazioni Italiane[6]
- Nastro d'argento
  - 2025 - Rivelazione dell'anno per Hanno ucciso l'Uomo Ragno - La leggendaria storia degli 883
- Italian Global Series Festival
  - 2025 - Miglior Attore Protagonista - Serie Comedy per Hanno ucciso l'Uomo Ragno - La leggendaria storia degli 883